# Girardinus
Girardinus ist eine Gattung der Lebendgebärenden Zahnkarpfen (Poeciliidae). Die Fische kommen endemisch auf Kuba und der größten Nebeninsel Isla de la Juventud vor.

## Merkmale
Girardinus-Arten erreichen Längen zwischen 2,5 cm und 5 cm (Männchen), bzw. zwischen 4 cm und 9 cm (Weibchen). Es sind kleine, unscheinbare Fische von gelblicher bis bräunlich-oliver Färbung. Weibchen werden größer und sind blasser gefärbt. Die Flossen sind in den meisten Fällen transparent. Das Gonopodium der Männchen ist sehr lang. Makroskopische Merkmale, mit der die Gattung diagnostiziert werden kann, sind nicht vorhanden.

## Lebensweise
Girardinus-Arten leben sowohl in stehenden als auch in verkrauteten ruhig fließenden Gewässern. Sie ernähren sich von wirbellosen Tieren und pflanzlicher Kost.

## Systematik
Girardinus ist die Typusgattung des Tribus Girardini zu dem auch noch vier weitere Gattungen  ähnlich unscheinbarer Fische gehören: Phallichthys, Phalloptychus, Poeciliopsis und Xenophallus.

## Arten
Die Gattung Girardinus umfasst folgende sechs Arten in drei Untergattungen:
- Dactylophallus Howell-Rivero & Rivas, 1944
  - Girardinus denticulatus Garman, 1895
- Glaridichthys Garman, 1896
  - Girardinus falcatus (Eigenmann, 1903) (Sichelkärpfling)
  - Girardinus uninotatus Poey, 1860
- Girardinus s.s. Poey, 1854
  - Girardinus creolus Garman, 1895
  - Girardinus metallicus Poey, 1854 (Metallkärpfling)
  - Girardinus microdactylus Rivas, 1944 (Fingerkärpfling)